# Майстер-рівняння
Майстер-рівняння або майстер-іквейшн — система кінетичних рівнянь, яка описує часову еволюцію дискретної випадкової величини.
В загальному випадку майстер-рівняння мають вигляд:
{\displaystyle {\frac {dP_{n}}{dt}}=\sum _{m}\left(w(m\rightarrow n)P_{m}-w(n\rightarrow m)P_{n}\right)},
де {\displaystyle P_{n}(t)} — йомовірність того, що випадкова величина в момент часу t матиме значення n, а {\displaystyle w(n\rightarrow m)} — ймовірність того, що за відрізок часу dt відбудеться зміна значення випадкової величини від n до m.